# Élections législatives de 1914 en Charente-Inférieure
 (octobre 2020).
Si vous disposez d'ouvrages ou d'articles de référence ou si vous connaissez des sites web de qualité traitant du thème abordé ici, merci de compléter l'article en donnant les références utiles à sa vérifiabilité et en les liant à la section « Notes et références ».
Les élections législatives de 1914 ont eu lieu les 26 avril et 10 mai 1914.

## Élus
|   | Circonscription     | Député sortant         |  | Groupe parlementaire | Député élu           |  | Groupe parlementaire |
| - | ------------------- | ---------------------- |  | -------------------- | -------------------- |  | -------------------- |
| 1 | Jonzac              | Fernand Larquier       |  | Gauche radicale      | René Carré-Bonvalet  |  | URRS                 |
| 2 | Marennes            | Pierre Voyer           |  | Gauche radicale      | William Bertrand     |  | PRRRS                |
| 3 | Rochefort           | Jean-Marie de Lanessan |  | Gauche démocratique  | Édouard Pouzet       |  | SFIO                 |
| 4 | La Rochelle         | André Hesse            |  | Gauche radicale      | André Hesse          |  | PRRRS                |
| 5 | 1re de Saintes      | Jean-Octave Lauraine   |  | Gauche radicale      | Jean-Octave Lauraine |  | Gauche radicale      |
| 6 | 2e de Saintes       | Camille Nicolle        |  | Gauche radicale      | Ernest Albert-Favre  |  | Gauche radicale      |
| 7 | Saint-Jean d'Angély | Eugène Réveillaud      |  | Gauche radicale      | Jean Coyrard         |  | Gauche radicale      |

## Résultats à l'échelle du département
| Partis         | Partis                                           | Premier tour | Premier tour | Deuxième tour | Deuxième tour | Sièges |
| Partis         | Partis                                           | Voix         | %            | Voix          | %             | Sièges |
| -------------- | ------------------------------------------------ | ------------ | ------------ | ------------- | ------------- | ------ |
|                | Radicaux indépendants                            | 25 547       | 24,48        | 8 162         | 11,82         | 1      |
|                | Parti républicain démocratique                   | 21 716       | 20,81        | 18 516        | 26,82         | 1      |
|                | Parti républicain, radical et radical-socialiste | 20 436       | 19,59        | 12 887        | 18,66         | 3      |
|                | Section française de l'Internationale ouvrière   | 9 930        | 9,52         | 8 156         | 11,81         | 1      |
|                | Droite                                           | 8 363        | 8,01         | 10 969        | 15,89         | 0      |
|                | Action libérale populaire                        | 6 649        | 6,37         |               |               | 0      |
|                | Parti républicain-socialiste                     | 2 735        | 2,62         | 0             |               |        |
|                | Républicain de gauche                            | 2 192        | 2,10         | 9 563         | 13,85         | 1      |
|                | Républicain démocratique                         |              |              |               |               | 0      |
|                | Ouvriers                                         | 563          | 0,54         |               |               | 0      |
|                | Divers                                           | 40           | 0,04         | 797           | 1,15          | 0      |
|                |                                                  |              |              |               |               |        |
| Inscrits       | Inscrits                                         | 140 855      | 100,00       | 93 825        | 100,00        | 7      |
| Votants        | Votants                                          | 105 690      | 75,03        | 71 309        | 76,00         |        |
| Abstentions    | Abstentions                                      | 35 165       | 24,97        | 22 516        | 24,00         |        |
| Blancs et nuls | Blancs et nuls                                   | 1 348        | 1,28         | 2 259         | 3,17          |        |
| Exprimés       | Exprimés                                         | 104 342      | 98,72        | 69 050        | 96,83         |        |

## Résultats par arrondissement

### Arrondissement de Jonzac
| Candidats      | Candidats           | Étiquette                   | Premier tour | Premier tour | Deuxième tour | Deuxième tour |
| Candidats      | Candidats           | Étiquette                   | Voix         | %            | Voix          | %             |
| -------------- | ------------------- | --------------------------- | ------------ | ------------ | ------------- | ------------- |
|                | Fernand Larquier    | Radical indépendant         | 7 814        | 48,85        | 8 182         | 46,10         |
|                | Gustave Ballanger   | Républicain de gauche       | 5 097        | 31,86        |               |               |
|                | Robert              | Radical indépendant         | 2 014        | 12,59        |               |               |
|                | Saboureau           | Ouvrier                     | 563          | 3,52         |               |               |
|                | Chaillot            | SFIO                        | 508          | 3,18         |               |               |
|                | René Carré-Bonvalet | Républicain de gauche (FDG) |              |              | 9 563         | 53,90         |
|                |                     |                             |              |              |               |               |
| Inscrits       | Inscrits            | Inscrits                    | 23 289       | 100,00       | 23 289        | 100,00        |
| Votants        | Votants             | Votants                     | 16 838       | 72,30        | 18 130        | 77,85         |
| Abstention     | Abstention          | Abstention                  | 6 451        | 27,70        | 5 159         | 22,15         |
| Blancs et nuls | Blancs et nuls      | Blancs et nuls              | 842          | 4            | 385           | 2,12          |
| Exprimés       | Exprimés            | Exprimés                    | 15 996       | 95           | 17 745        | 97,88         |

### Arrondissement de Marennes
| Candidats      | Candidats        | Étiquette                | Premier tour | Premier tour | Deuxième tour | Deuxième tour |
| Candidats      | Candidats        | Étiquette                | Voix         | %            | Voix          | %             |
| -------------- | ---------------- | ------------------------ | ------------ | ------------ | ------------- | ------------- |
|                | Pierre Voyer     | PRD (FDG)                | 5 202        | 39,10        | 6 299         | 45,13         |
|                | William Bertrand | PRRRS                    | 3 805        | 28,60        | 6 860         | 49,15         |
|                | Charles Torchut  | Radical indépendant      | 3 593        | 27,01        |               |               |
|                | Albert Léger     | Républicain démocratique | 703          | 5,28         |               |               |
|                | Métadier         | Divers                   |              |              | 797           | 5,71          |
|                |                  |                          |              |              |               |               |
| Inscrits       | Inscrits         | Inscrits                 | 18 218       | 100,00       | 18 203        | 100,00        |
| Votants        | Votants          | Votants                  | 13 533       | 74,28        | 14 091        | 77,41         |
| Abstention     | Abstention       | Abstention               | 4 685        | 25,72        | 4 112         | 22,59         |
| Blancs et nuls | Blancs et nuls   | Blancs et nuls           | 230          | 1,70         | 135           | 0,96          |
| Exprimés       | Exprimés         | Exprimés                 | 13 303       | 98,30        | 13 956        | 99,04         |

### Arrondissement de Rochefort
| Candidats      | Candidats      | Étiquette      | Premier tour | Premier tour | Deuxième tour | Deuxième tour |
| Candidats      | Candidats      | Étiquette      | Voix         | %            | Voix          | %             |
| -------------- | -------------- | -------------- | ------------ | ------------ | ------------- | ------------- |
|                | Édouard Pouzet | SFIO           | 8 156        | 30,38        | 8 156         | 58,45         |
|                | De Lanessan    | PRD (FDG)      | 3 680        | 27,48        | 5 798         | 41,55         |
|                | Rignoux        | PRRRS          | 2 884        | 21,54        |               |               |
|                | Briand         | PRS            | 2 735        | 20,43        |               |               |
|                | Philippe       | Divers         | 23           | 0,17         |               |               |
|                |                |                |              |              |               |               |
| Inscrits       | Inscrits       | Inscrits       | 20 246       | 100,00       | 20 246        | 100,00        |
| Votants        | Votants        | Votants        | 13 617       | 67,26        | 14 262        | 70,44         |
| Abstention     | Abstention     | Abstention     | 6 629        | 32,74        | 5 984         | 29,56         |
| Blancs et nuls | Blancs et nuls | Blancs et nuls | 227          | 1,67         | 308           | 22,16         |
| Exprimés       | Exprimés       | Exprimés       | 13 390       | 98,33        | 13 954        | 97,84         |

### Arrondissement de La Rochelle
| Candidats      | Candidats          | Étiquette      | Premier tour | Premier tour |
| Candidats      | Candidats          | Étiquette      | Voix         | %            |
| -------------- | ------------------ | -------------- | ------------ | ------------ |
|                | André Hesse        | PRRRS          | 10 634       | 56,80        |
|                | Edouard Delpeuch   | PRD (FDG)      | 6 050        | 32,32        |
|                | Poitevin           | SFIO           | 2 020        | 10,79        |
|                | M.de la Guérivière | Divers         | 17           | 0,09         |
|                |                    |                |              |              |
| Inscrits       | Inscrits           | Inscrits       | 24 272       | 100,00       |
| Votants        | Votants            | Votants        | 18 974       | 78,17        |
| Abstention     | Abstention         | Abstention     | 5 298        | 21,83        |
| Blancs et nuls | Blancs et nuls     | Blancs et nuls | 253          | 1,33         |
| Exprimés       | Exprimés           | Exprimés       | 18 721       | 98,67        |

### Arrondissement de Saintes

#### 1recirconscription
| Candidats      | Candidats            | Étiquette      | Premier tour | Premier tour | Deuxième tour | Deuxième tour |
| Candidats      | Candidats            | Étiquette      | Voix         | %            | Voix          | %             |
| -------------- | -------------------- | -------------- | ------------ | ------------ | ------------- | ------------- |
|                | Jean-Octave Lauraine | PRD (FDG)      | 5 314        | 43,47        | 6 419         | 53,95         |
|                | Pierre Taittinger    | Droite         | 4 389        | 35,90        | 5 480         | 46,05         |
|                | Poitevin             | SFIO           | 2 521        | 20,62        |               |               |
|                |                      |                |              |              |               |               |
| Inscrits       | Inscrits             | Inscrits       | 16 375       | 100,00       | 16 375        | 100,00        |
| Votants        | Votants              | Votants        | 12 546       | 76,62        | 12 381        | 75,61         |
| Abstention     | Abstention           | Abstention     | 3 829        | 23,38        | 3 994         | 24,29         |
| Blancs et nuls | Blancs et nuls       | Blancs et nuls | 322          | 2,57         | 482           | 3,89          |
| Exprimés       | Exprimés             | Exprimés       | 12 224       | 97,43        | 11 899        | 96,11         |

#### 2ecirconscription
| Candidats      | Candidats                   | Étiquette                | Premier tour | Premier tour | Deuxième tour | Deuxième tour |
| Candidats      | Candidats                   | Étiquette                | Voix         | %            | Voix          | %             |
| -------------- | --------------------------- | ------------------------ | ------------ | ------------ | ------------- | ------------- |
|                | Gaston Le Provost de Launay | Droite                   | 3 974        | 32,75        | 5 489         | 47,66         |
|                | Ernest Albert-Favre         | PRRRS                    | 3 113        | 25,66        | 6 027         | 52,34         |
|                | Dugoujon                    | Radical indépendant      | 2 028        | 16,71        |               |               |
|                | Verneuil                    | PRD (FDG)                | 1 530        | 12,61        |               |               |
|                | Fernand Chapsal             | Républicain démocratique | 1 489        | 12,27        |               |               |
|                |                             |                          |              |              |               |               |
| Inscrits       | Inscrits                    | Inscrits                 | 15 697       | 100,00       | 15 697        | 100,00        |
| Votants        | Votants                     | Votants                  | 12 323       | 78,51        | 12 437        | 79,23         |
| Abstention     | Abstention                  | Abstention               | 3 374        | 21,49        | 3 260         | 20,77         |
| Blancs et nuls | Blancs et nuls              | Blancs et nuls           | 189          | 1,53         | 921           | 7,41          |
| Exprimés       | Exprimés                    | Exprimés                 | 12 134       | 98,47        | 11 516        | 92,59         |

### Arrondissement de Saint-Jean d'Angély
| Candidats      | Candidats         | Étiquette           | Premier tour | Premier tour |
| Candidats      | Candidats         | Étiquette           | Voix         | %            |
| -------------- | ----------------- | ------------------- | ------------ | ------------ |
|                | Jean Coyrard      | Radical indépendant | 10 098       | 57,43        |
|                | Clément Villeneau | ALP                 | 6 649        | 37,81        |
|                | Doublet           | SFIO                | 813          | 4,62         |
|                | Dubois            | Divers              | 23           | 0,13         |
|                |                   |                     |              |              |
| Inscrits       | Inscrits          | Inscrits            | 22 758       | 100,00       |
| Votants        | Votants           | Votants             | 17 869       | 78,52        |
| Abstention     | Abstention        | Abstention          | 4 889        | 21,48        |
| Blancs et nuls | Blancs et nuls    | Blancs et nuls      | 286          | 1,60         |
| Exprimés       | Exprimés          | Exprimés            | 17 583       | 98,40        |